# Konrad Kurt Ladstätter
Konrad Kurt Ladstätter (* 2. Mai 1968 in Olang) ist ein ehemaliger italienischer Skirennläufer. Der Südtiroler war auf den Slalom spezialisiert.

## Biografie
Bei den Juniorenweltmeisterschaften 1986 in Bad Kleinkirchheim gewann Ladstätter die Goldmedaille im Riesenslalom, als Viertplatzierter des Slaloms verpasste er knapp eine weitere Medaille. Die ersten Punkte in einem Weltcuprennen holte er am 18. Januar 1987 als 15. des Lauberhorn-Slaloms in Wengen. Nachdem er im Winter 1987/88 nur einmal in die Punkteränge gefahren war, verpasste er dieses Ziel im Winter 1988/89 ganz.
Der Anschluss an die Weltspitze gelang Ladstätter schließlich in der Weltcupsaison 1989/90. Zehnmal konnte er sich unter den besten zehn klassieren. Das beste Ergebnis war dabei am 12. Januar 1990 ein dritter Platz im Slalom von Schladming. Im Verlaufe der Saison 1990/91 konnte er dieses Niveau nicht ganz halten. Am 24. November 1991 fuhr Ladstätter im Slalom von Park City erneut auf den dritten Platz; die übrigen Leistungen in der Saison 1991/92 bewegten sich im Mittelfeld. So fuhr er bei den Olympischen Winterspielen 1992 auf Platz 21 im Slalom.
Auch in den folgenden Wintern gelang Ladstätter kein Top-10-Ergebnis mehr. Diese Kontinuität in seinen Leistungen durchbrach er am 19. Dezember 1995, als er im Slalom der 3-Tre-Rennen von Madonna di Campiglio zum dritten Mal in seiner Karriere den dritten Platz belegte. 1996 gewann er den italienischen Slalom-Meistertitel. Im März 1997 gewann Ladstätter letztmals Weltcuppunkte. Die folgenden drei Jahre kam er nur noch im Europacup und in FIS-Rennen zum Einsatz. Seine Karriere beendete er im März 2000.

## Erfolge

### Olympische Spiele
- Albertville 1992: 21. Slalom

### Weltmeisterschaften
- Sierra Nevada 1996: 18. Slalom

### Weltcup
- Saison 1989/90: 8. Slalomwertung
- 16 Platzierungen unter den besten zehn, davon 4 dritte Plätze

### Juniorenweltmeisterschaften
- Jasná 1985: 14. Riesenslalom
- Bad Kleinkirchheim 1986: 1. Riesenslalom, 4. Slalom

### Sonstiges
- Europacup Saison 1992/93: 5. Slalomwertung
- Italienischer Meister im Slalom 1996